# Timonius glabrior
Timonius glabrior är en måreväxtart som först beskrevs av Theodoric Valeton, och fick sitt nu gällande namn av Khoon Meng Wong. Timonius glabrior ingår i släktet Timonius och familjen måreväxter. Inga underarter finns listade i Catalogue of Life.